# Rupert Keegan
Rupert Keegan (Westcliff-on-Sea, Essex, Inglaterra, Reino Unido; 26 de febrero de 1955–Elba, Italia; 23 de septiembre de 2024) fue un piloto británico de Fórmula 1. Participó en 25 Grandes Premios, debutando el 8 de mayo de 1977. No logró ningún punto. 
Keegan ganó el Campeonato de Gran Bretaña de Fórmula 3 en 1976, lo que le lanzó a la Fórmula 1. Después de varias temporadas con Hesketh Racing y Surtees, que no fueron equipos muy competitivos, ganó el Campeonato Aurora de Fórmula 1 en 1979. Su regreso al Campeonato Mundial de Fórmula 1 con el equipo RAM Racing, conduciendo un Williams FW07B, no dio muchos resultados, al igual que más tarde con el equipo March Engineering. 
Después de Fórmula 1, Keegan corrió en los Estados Unidos en CART, y también en carreras de resistencia. Tras su retirada, se dedicó a asuntos comerciales y ejerció como instructor de pilotos de carreras.
Falleció el 23 de septiembre de 2024 tras luchar contra una larga enfermedad a los 69 años.

## Resultados

### Fórmula 1
(Clave) (negrita indica pole position) (cursiva indica vuelta rápida)

| Año     | Escudería                           | 1       | 2       | 3       | 4       | 5       | 6       | 7       | 8       | 9       | 10      | 11      | 12      | 13      | 14      | 15      | 16      | 17  | Pos. | Puntos |
| ------- | ----------------------------------- | ------- | ------- | ------- | ------- | ------- | ------- | ------- | ------- | ------- | ------- | ------- | ------- | ------- | ------- | ------- | ------- | --- | ---- | ------ |
| 1977    | Penthouse Rizla Racing              | ARG     | BRA     | RSA     | USW     | ESP Ret | MON 12  | BEL Ret | SWE 13  | FRA 10  | GBR Ret | GER Ret | AUT 7   | NED Ret | ITA 9   | USA 8   | CAN Ret | JPN | NC   | 0      |
| 1978    | Durex Team Surtees                  | ARG Ret | BRA Ret | RSA Ret | USW DNS | MON Ret | BEL DNQ | ESP 11  | SWE DNQ | FRA Ret | GBR DNQ | GER DNQ | AUT DNQ | NED DNS | ITA     | USA     | CAN     |     | NC   | 0      |
| 1980    | RAM Williams Grand Prix Engineering | ARG     | BRA     | RSA     | USW     | BEL     | MON     | FRA     | GBR 11  |         |         |         |         |         |         |         |         |     | NC   | 0      |
| 1980    | RAM Penthouse Rizla Racing          |         |         |         |         |         |         |         |         | GER DNQ | AUT 15  | NED DNQ | ITA 11  | CAN DNQ | USA 9   |         |         |     | NC   | 0      |
| 1982    | Rothmans March Grand Prix Team      | RSA     | BRA     | USW     | SMR     | BEL     | MON     | USE     | CAN     | NED     | GBR     | FRA     | GER DNQ | AUT Ret | SUI Ret | ITA DNQ | LVG 12  |     | NC   | 0      |
| Fuente: |                                     |         |         |         |         |         |         |         |         |         |         |         |         |         |         |         |         |     |      |        |